# Archimede Mischi
Archimede Mischi, italijanski general, * 26. marec 1884, Forlì,  † 15. avgust 1970, Forlì.